# بنك ويستمنستر الوطني
بنك ويستمنستر الوطن، المعروف باسم نات ويست (NatWest)، هو بنك تجاري كبير في المملكة المتحدة. تأسس في عام 1968 من خلال دمج البنك الوطني الإقليمي وبنك وستمنستر. في عام 2000، وأصبحت جزءًا من مجموعة رويال بنك أوف سكوتلاند، التي أعيد تسميتها بمجموعة ناتويست في عام 2020. وبعد أن اشرك البنك في إدارة الأعمال المحلية الأساسية للمجموعة، أصبح أحد الشركات التابعة المباشرة لشركة نات ويست القابضة؛ تضم NatWest Markets الذراع المصرفي الاستثماري غير المسيج.
يعتبر بنك ويستمنستر الوطني واحد من البنوك الأربعة الكبرى المقاصة في المملكة المتحدة، ولديه شبكة كبيرة في أكثر من 960 فرعا و 3400 آلات النقد في جميع أنحاء بريطانيا العظمى ويقدم 24 ساعة العمل الهاتفي والخدمات المصرفية عبر الإنترنت. واليوم، لديه أكثر من 7.5 مليون عميل شخصي و850,000 حساب أعمال صغيرة. وفي أيرلندا، تعمل من خلال فرعها في مصرف أولستر. في عام 2017، حصلت نات ويست على جائزة أفضل تطبيق مصرفي في جوائز البنك البريطاني.

## تاريخ البنك

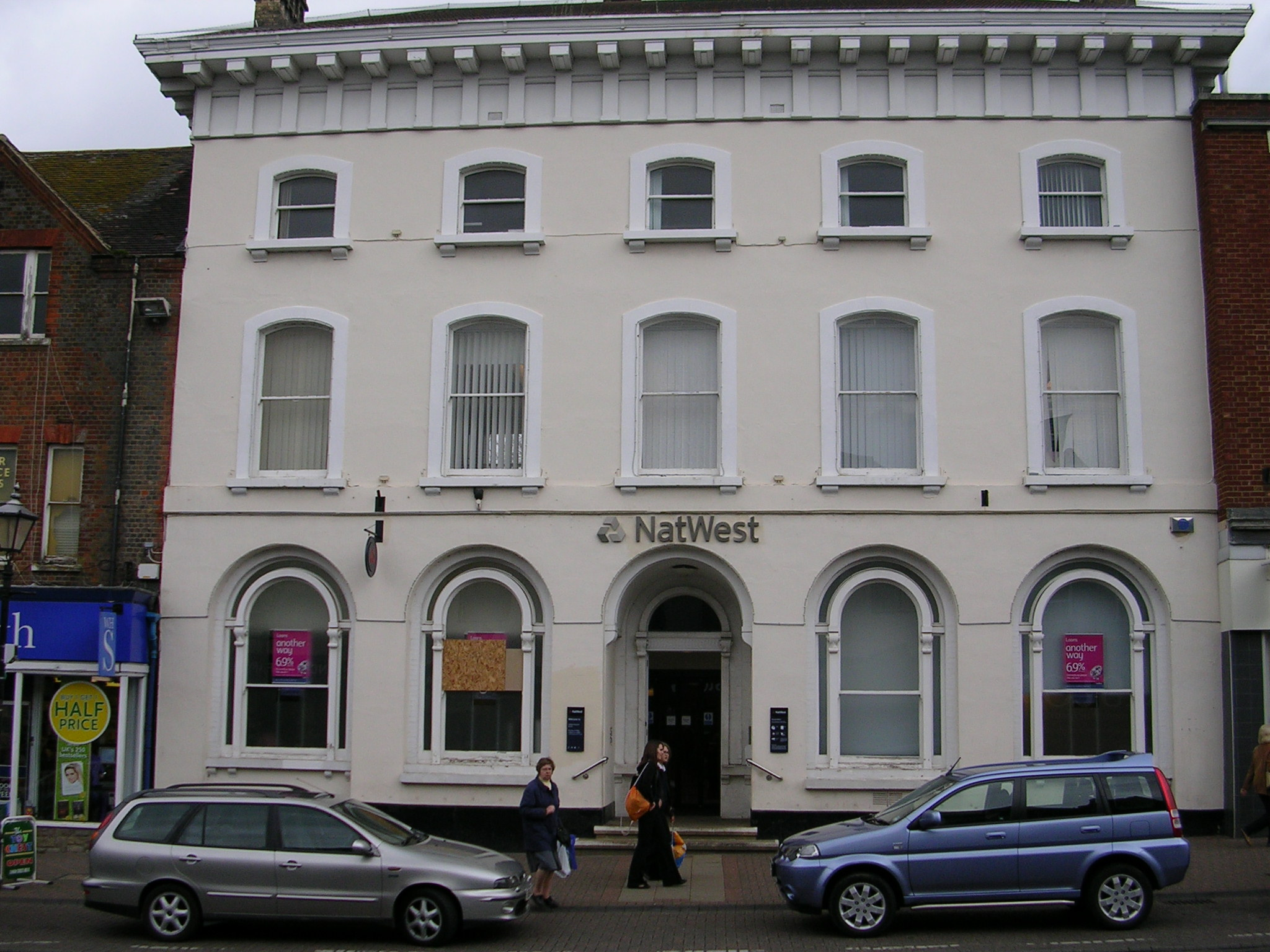

يعود تاريخ أصول البنك إلى عام 1658 مع تأسيس بنك سميث في نوتنغهام. أقدم سلف الشركة المباشر، البنك الوطني الإقليمي، تم تشكيله في عام 1833 باسم البنك الوطني الإقليمي لإنجلترا. اندمجت مع اتحاد لندن وبنك سميث في عام 1918 لتصبح بنك المقاطعات والاتحاد الوطني، واختصر اسمها في عام 1924. تم الاستحواذ على بنك المقاطعة (الذي تم تشكيله في عام 1829 باسم شركة مانشستر وليفربول المصرفية) من قبل المقاطعة الوطنية في عام 1962 وسمح له بالعمل تحت اسمه الخاص. تم تشكيل بنك وستمنستر في عام 1834 كبنك لندن ووستمنستر. اندمجت مع لندن وبنك المقاطعة في عام 1909 لتصبح مقاطعة لندن وبنك وستمنستر ومع بنك بار في عام 1918 لتصبح مقاطعة لندن وستمنستر وبنك بارز، وتقصير اسمها في عام 1923.
وقد أُعلن عن إنشاء المصرف الحديث في عام 1968 وبدأ التداول في 1 كانون الثاني/يناير 1970 بعد أن اكتملت العملية القانونية للتكامل في عام 1969. تم اعتماد جهاز رؤوس الأسهم الثلاثة كشعار للبنك الجديد؛ ويقال إنه يرمز إما إلى تداول الأموال في النظام المالي أو مكونات البنك الثلاثة. تم دمج بنوك المقاطعة والمقاطعات الوطنية ووستمنستر بشكل كامل في هيكل الشركة الجديدة، ولكن المصرفيين الخاصين Coutts & Co (الاستحواذ على المقاطعات الوطنية عام 1920، الذي أنشئ في عام 1692)، وبنك ألستر في أيرلندا الشمالية (الاستحواذ على وستمنستر عام 1917، الذي أنشئ في عام 1836) وبنك جزيرة مان (الاستحواذ الوطني للمقاطعة عام 1961، الذي أنشئ في عام 1865) استمر كلعمليات المنفصلة. تمّت إضافة بنك وستمنستر الخارجي (تأسس عام 1913) إلى بنك وستمنستر الدولي في عام 1973. أصبح دنكان ستيرلنغ، الرئيس المنتهية ولايته لبنك وستمنستر، أول رئيس لمجلس إدارة خامس أكبر بنك في العالم. في عام 1969 تولى ديفيد روبارتس، الرئيس السابق للمقاطعة الوطنية، منصب ستيرلنغ. في عام 1975 كان واحدا من البنوك الأولى في لندن لفتح مكتب تمثيلي في اسكتلندا. كان عضوا مؤسسا لشركة بطاقة الائتمان المشتركة (مع بنك لويدز، ميدلاند بنك وبنك ويليامز وGlyn's Bank) التي أطلقت بطاقة الائتمان الوصول (الآن جزء من ماستركارد) في عام 1972 وفي عام 1976 أنها أدخلت آلة النقد Servicetill. وكانت نفس البنوك، باستثناء لويدز، مسؤولة فيما بعد عن إدخال بطاقة الخصم Switch (التي وصفت فيما بعد المايسترو) في عام 1988.

## تطوير البنك وتوسيعه

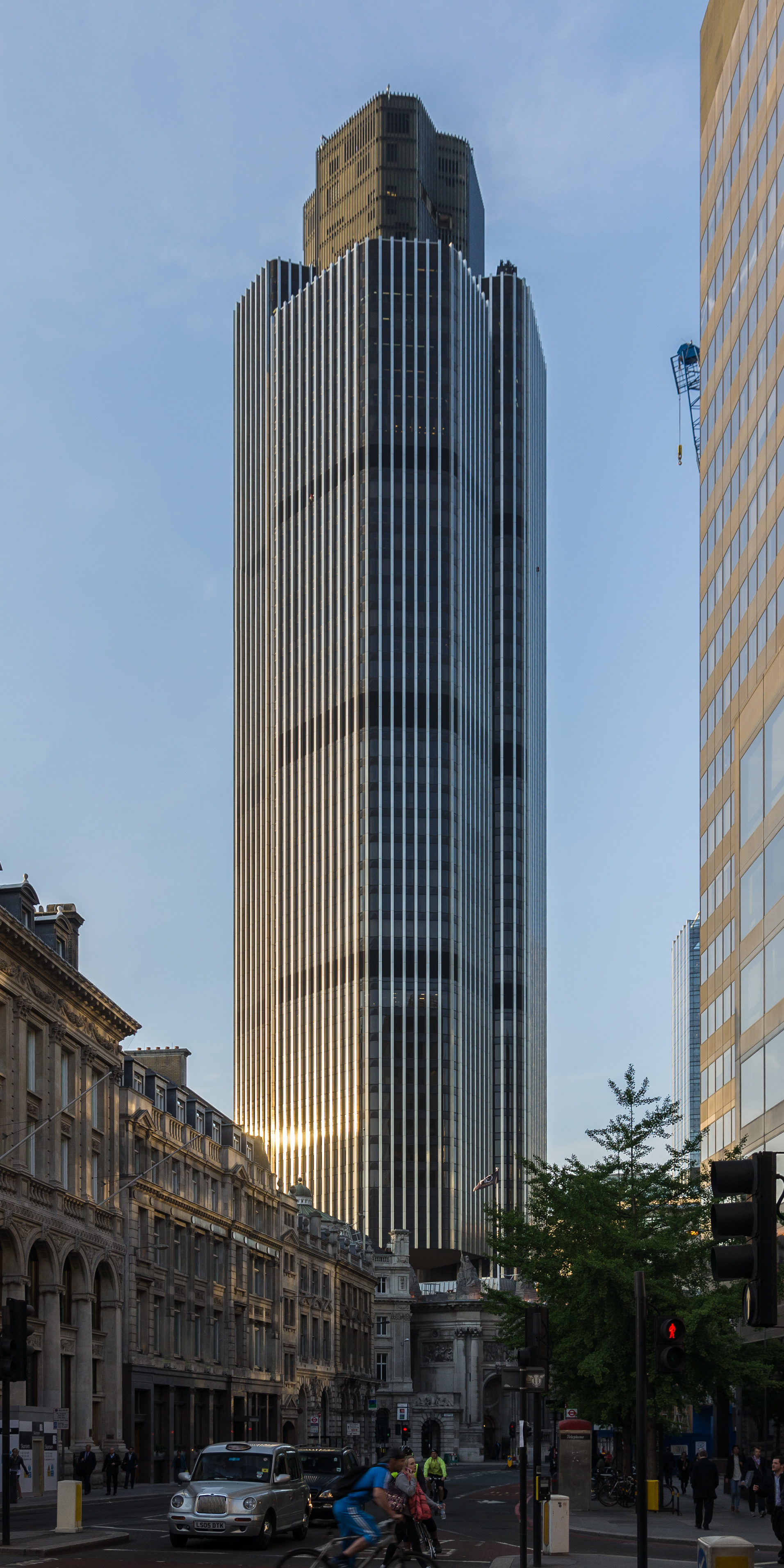

شجع إلغاء القيود التنظيمية في الثمانينات، الذي بلغ ذروته في الانفجار الكبير في عام 1986، المصرف على الدخول في مجال الأوراق المالية. استحوذت مقاطعة بنك، فرعها المصرفي التجاري الذي تم تشكيله في عام 1965، على العديد من شركات الأسهم وفرص العمل لإنشاء ذراع الخدمات المصرفية الاستثمارية مقاطعة ناتويست. تأسست القروض السكنية الوطنية وستمنستر في عام 1980 وشملت مبادرات أخرى إطلاق حساب الخنزير للأطفال في عام 1983، والمنطقة الائتمانية، ومرفق السحب على المكشوف المرن الذي يدفع العملاء فوائد فقط (أصبح شائعًا الآن، وكان هذا الدين الوردي المزعوم مبتكرًا عند إطلاقه) وتطوير محفظة إلكترونية (التي تم بيعها لاحقًا إلى MasterCard Worldwide) في عام 1990. وقادت الحملة الإعلانية لمصرف العمل نهجا جديدا يقوده التسويق لتطوير الأعمال التجارية. وتحت إشراف روبن لي- بيمبرتون، الذي أصبح رئيساً في عام 1977، توسع البنك أيضاً على الصعيد الدولي، حيث شكل شركة ناشيونال وستمنستر بانكورب في الولايات المتحدة الأمريكية شبكة من 340 فرعاً في ولايتين هما بنك وستمنستر الوطني الكندي وبنك ناتويست أستراليا. وفتح فروع في القارة الأوروبية والشرق الأقصى. في عام 1982، اندمج مكتب فرانكفورت لبنك وستمنستر الدولي مع البنك العالمي AG لتشكيل بنك دويتشه وستمنستر. في عام 1985، تم تشكيل بانكو نات ويست إسبانيا وتأسست الوطنية وستمنستر بنك SA في عام 1988، والاستيلاء على ستة فروع للبنك في فرنسا وموناكو. في عام 1989، تم دمج بنك وستمنستر الدولي في بنك وستمنستر الوطني بموجب قانون البرلمان.
تم الانتهاء من بناء البنك في عام 1980، وبنى برج وستمنستر الوطني (المعروف الآن باسم برج 42) في لندن ليكون بمثابة مقرها الدولي. على ارتفاع 600 قدم (183 م) كان أطول مبنى في المملكة المتحدة حتى الطبقة التدريجي من برج كناري وارف 10 سنوات في وقت لاحق؛ بصمتها بشكل فضفاض تُشبه شعار البنك عندما يُنظر إليه من الجو، على الرغم من أن المهندس المعماري ادعى أن التشابه كان مصادفة. الجدير بالذكر أيضًا هو Westminster House (تم تغيير اسمه منذ ذلك الحين باسم 103 Colmore Row في برمنغهام: تم بيع المبنى إلى الأرض البريطانية في عام 2007 وهدم في عام 2015.

## حوادث

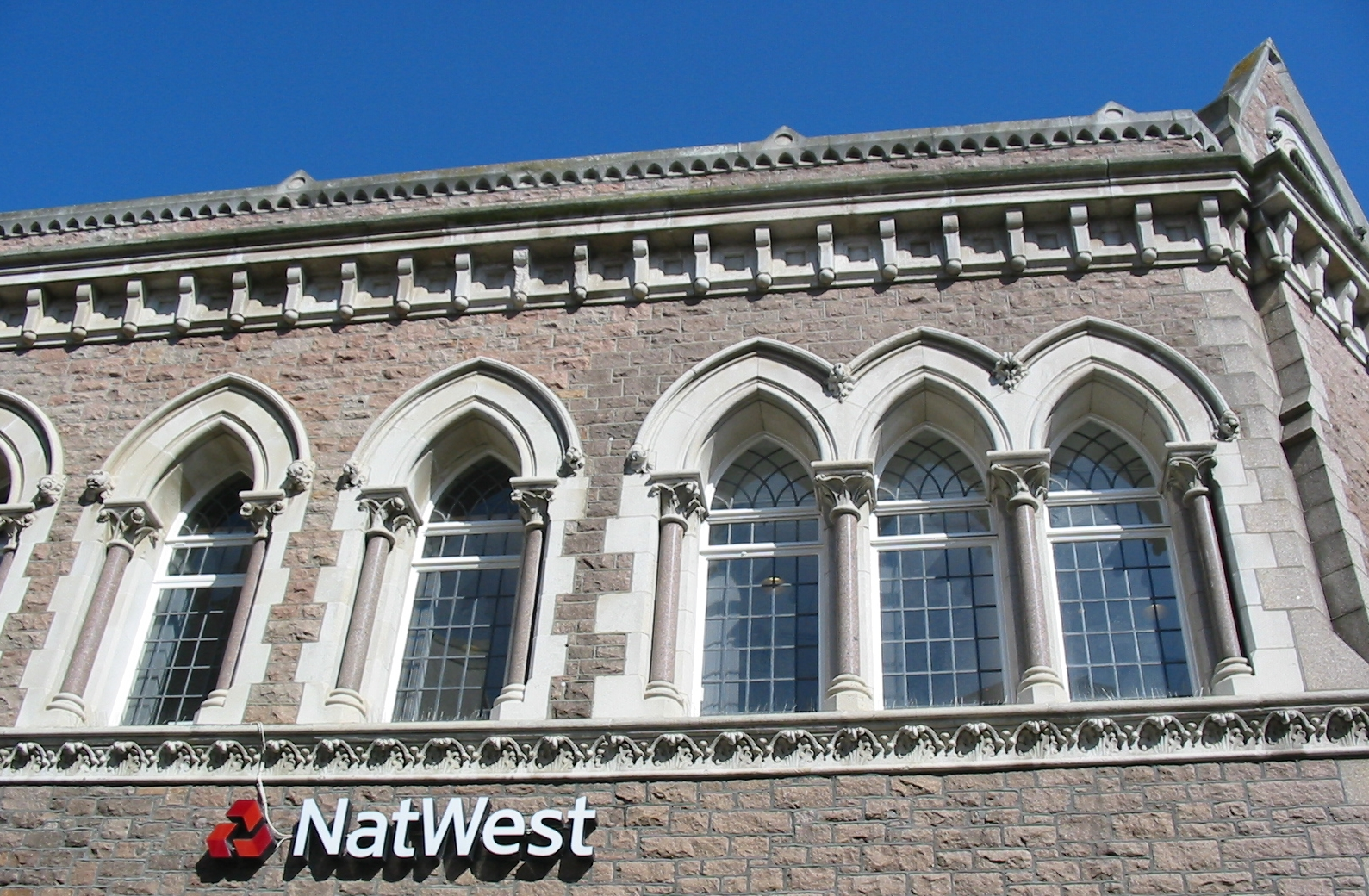

تأثر البنك بانهيار سوق الاسهم في عام 1987 وتورطه في انهيار شركة بلو ارو. وانتقد تقرير وزارة التجارة والصناعة حول هذه القضية إدارة البنك وأدى إلى استقالة عدد من أعضاء مجلس الإدارة بمن فيهم رئيس مجلس الإدارة انذاك اللورد بوردمان. وفي وقت لاحق، سوف يتخلى البنك عن شركاته التابعة في الخارج. وبيعت عمليات أمريكا الشمالية إلى فليت بنك وبنك هونغ كونغ الكندي، وبيع الفرعان الأسترالي والنيوزيلندي إلى سالومون سميث بارني ومصرف أستراليا الوطني. بعد ذلك ركز البنك على أعماله المحلية الأساسية كمجموعة NatWest التي أعيد تصفيفها، مما يعكس موقعه الحديث كمحفظة من الشركات. في عام 1993، دمر برج ناتويست من قبل قنبلة الجيش الجمهوري الايرلندي المؤقت وإخلاء البنك المبنى وبيعه في وقت لاحق. ثم، في عام 1997، كشفت شركة NatWest Markets، الذراع المصرفية للشركات والاستثمارات التي تشكلت في عام 1992، أنه تم اكتشاف خسارة قدرها 50 مليون جنيه إسترليني، تم تعديلها إلى 90.5 مليون جنيه إسترليني بعد إجراء المزيد من التحقيقات. وقد اهتزت ثقة المستثمرين والمساهمين بشدة لدرجة أن بنك إنجلترا اضطر إلى إصدار تعليمات إلى مجلس الإدارة لمقاومة الدعوات إلى استقالة كبار المسؤولين التنفيذيين في محاولة لرسم خط في إطار هذه القضية. وتعرضت الضوابط الداخلية وإدارة المخاطر في البنك لانتقادات شديدة في عام 2000، وتم استجواب اندفاعه العدواني نحو الخدمات المصرفية الاستثمارية، بعد تحقيق مطول أجرته هيئة الأوراق المالية والعقود الآجلة. ويبدو أن انتقال البنك إلى منتجات مشتقة معقدة لم يفهمها تماماً يشير إلى سوء الإدارة. وبحلول نهاية عام 1997، تم بيع أجزاء من شركة NatWest Markets، وأصبح آخرون جرينتش ناتويست في عام 1998.

## وصلات خارجية
- National Westminster Bank